# Holton (Kansas)
Holton es una ciudad ubicada en el condado de Jackson en el estado estadounidense de Kansas. En el año 2010 tenía una población de 3329 habitantes y una densidad poblacional de 504,39 personas por km².

## Geografía
Holton se encuentra ubicada en las coordenadas 39°28′1″N 95°44′13″O / 39.46694, -95.73694 (39.466935, -95.736869).

## Demografía
Según la Oficina del Censo en 2000 los ingresos medios por hogar en la localidad eran de $31,866 y los ingresos medios por familia eran $44,591. Los hombres tenían unos ingresos medios de $32,241 frente a los $24,006 para las mujeres. La renta per cápita para la localidad era de $17,459. Alrededor del 11.3% de la población estaban por debajo del umbral de pobreza.